# Nordostrundingen
Koordinaten: 81° 26′ 25″ N, 11° 29′ 22″ W
Die Nordostrundingen ist ein grönländisches Kap im Nordost-Grönland-Nationalpark. Sie ist der östlichste Punkt Grönlands und gleichzeitig der östlichste Punkt Nordamerikas und des Amerikanischen Doppelkontinents.

## Lage

Nordostrundingen als einer der vier Extrempunkte Grönlands

Nordostrundingen liegt am östlichen Ende von Kronprins Christian Land. Etwa 85 km westlich befindet sich die Station Nord. Nordostrundingen bildet gemeinsam mit Kap Farvel im Süden, Kap Alexander im Westen und Kap Morris Jesup im Norden einen der vier Extrempunkte Grönlands. Mit 11° W liegt der Punkt rund 100 km weiter östlich als Island sowie nur rund 50 km weiter westlich als Irland. Nordostrundingen trennt die Grönlandsee im Süden von der Wandelsee im Norden. Der Seeweg vom Atlantischen zum Arktischen Ozean heißt Framstraße. An der östlichen Küste der Grönlandsee gegenüber liegt in rund 435 km Entfernung Spitzbergen.
An dieser Küste sind häufig kleine Eisberge zu sehen, die vom Gletscher Flade Isblink kalben und in einiger Entfernung von der Küste auf Grund laufen. Große Eisberge kommen hier nicht vor, obwohl es zahlreiche aktive Gletscher gibt. Nach Süden und Osten erstreckt sich von April oder Mai bis September das Nordostwasser, eine ortsfeste, regelmäßig auftretende Küstenpolynja.

## Geschichte

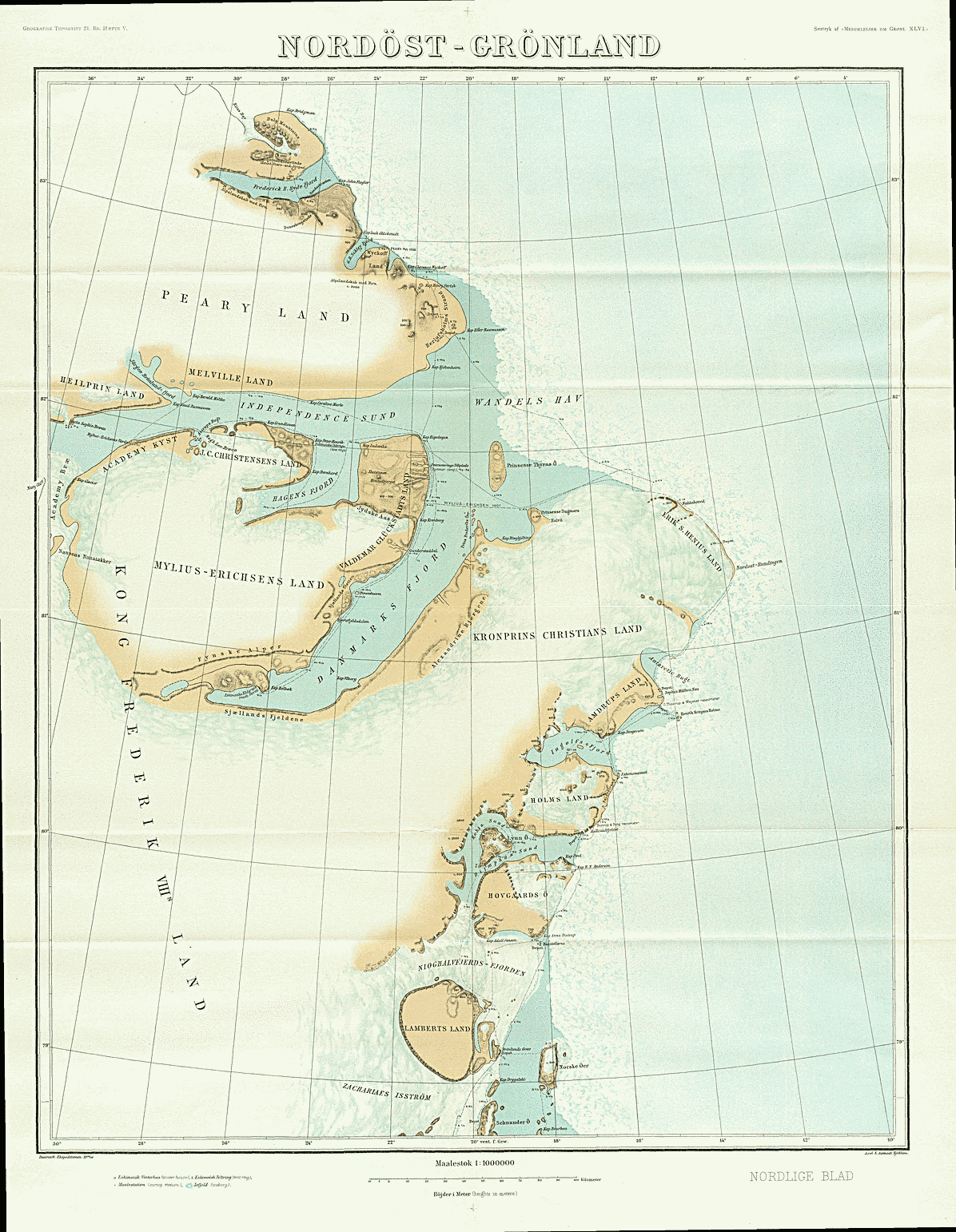
Johan Peter Kochs Karte auf Basis der Danmark-Expedition mit Nordostrundingen (1911)

Nordostrundingen wurde von Europäern erstmals durch die Danmark-Expedition unter der Leitung von Ludvig Mylius-Erichsen im Frühjahr 1907 kartografiert. Der beschreibende Name („Nordostrundung“) ist ein gemeinsamer Vorschlag von Johan Peter Koch und Christian Bendix Thostrup. Es wurde konstatiert, dass Grönland etwa 100 km weiter nach Osten reicht als man bis dahin angenommen hatte.
Das Gebiet wurde auch von der dänischen Alabama-Expedition 1910 unter der Leitung von Ejnar Mikkelsen bei der Suche nach Spuren von Mylius-Erichsen bereist, wobei Aufzeichnungen der früheren Expedition gefunden wurden.